# Planicoxa venenica
La planicoxa (Planicoxa venenica) è un dinosauro erbivoro appartenente agli ornitopodi. Visse nel Cretaceo inferiore (Aptiano, circa 120 milioni di anni fa) e i suoi resti fossili sono stati ritrovati in Nordamerica (Utah).

## Descrizione
Questo animale è conosciuto per alcuni scheletri incompleti appartenuti probabilmente ad esemplari giovani, che includono femori, tibie, parte di un omero, un'ulna, vertebre e un ilio sinistro dalla forma particolare: esso era infatti dotato di un'espansione appiattita posteriore, che funzionava probabilmente come zona di inserzione dei muscoli femorali. Un'altra caratteristica di Planicoxa risiedeva nelle vertebre cervicali, sprovviste di spine neurali. In generale, l'aspetto di questo animale doveva essere piuttosto simile a quello del ben noto Iguanodon, ma le dimensioni erano minori: Planicoxa non doveva superare i 5 metri di lunghezza.

## Classificazione
I resti di Planicoxa sono stati ritrovati nel Poison Strip Member della formazione Cedar Mountain, che ha restituito i fossili di altri dinosauri come Venenosaurus. Planicoxa appartiene agli iguanodonti, un grande gruppo di ornitopodi evoluti dalle forme piuttosto pesanti, che ebbero il loro culmine evolutivo nel corso del Cretaceo. Planicoxa sembra essere una forma intermedia tra le forme del Giurassico come Camptosaurus e quelle cretacee più avanzate, come Iguanodon e Mantellisaurus. Un possibile antenato è Proplanicoxa, vissuto in Europa qualche milione di anni prima. In Nordamerica (Dakota del Sud), invece, sono stati ritrovati gli scarsi resti di un animale inizialmente attribuito a Camptosaurus, ma che alcuni ritengono possa essere un'altra specie di Planicoxa (P. depressa). Nel 2011 questi resti sono stati ascritti a un nuovo genere di ornitopodi, Osmakasaurus.

## Significato del nome
Il nome Planicoxa diceva dal latino planus (piatto) e coxa (osso del bacino), con riferimento alla forma piatta dell'ilio. L'epiteto specifico, venenica (dal latino venenum, veleno), è invece riferito al Poison Strip Member in cui sono stati trovati i fossili (Poison in inglese significa veleno).